# 모린 아서
모린 아서(영어: Maureen Arthur, 1934년 4월 15일~2022년 6월 15일)는 미국의 배우, 가수, 연극 배우, 텔레비전 배우, 영화 배우이다. 미국 캘리포니아 산호세에서 태어났다.

## 출연 작품

### 영화
- 결혼을 어떻게 하나요(영어판)(1969년)
- 대거라 불리는 남자(1967년)
- 성공시대(1967년)
- 핫 로드 갱(영어판)(1958년)